# Cantonul Arcachon
Cantonul Arcachon este un canton din arondismentul Arcachon, departamentul Gironde, regiunea Aquitania, Franța.